# LELP1
LELP1 (англ. Late cornified envelope like proline rich 1) – білок, який кодується однойменним геном, розташованим у людей на 1-й хромосомі. Довжина поліпептидного ланцюга білка становить 98 амінокислот, а молекулярна маса — 10 697.
| 10         |  | 20         |  | 30         |  | 40         |  | 50         |
| ---------- |  | ---------- |  | ---------- |  | ---------- |  | ---------- |
| MSSDDKSKSN |  | DPKTEPKNCD |  | PKCEQKCESK |  | CQPSCLKKLL |  | QRCFEKCPWE |
| KCPAPPKCLP |  | CPSQSPSSCP |  | PQPCTKPCPP |  | KCPSSCPHAC |  | PPPCPPPE   |

A: Аланін

C: Цистеїн

D: Аспарагінова кислота

E: Глутамінова кислота

F: Фенілаланін

H: Гістидин

K: Лізин

L: Лейцин

M: Метіонін

N: Аспарагін

P: Пролін

Q: Глутамін

R: Аргінін

S: Серин

T: Треонін